# Raión de Anapa
El raión de Anapa (del ruso: Анапский район) es una división administrativa (raión) que forma parte del ókrug urbano de la ciudad-balneario de Anapa del krai de Krasnodar, en Rusia. Está situado en el extremo occidental del Cáucaso Occidental, junto al delta del Kubán y la península de Tamán. Su centro administravo es la ciudad de Anapa, que no forma parte del raión.

## Historia
El raión fue establecido el 26 de enero de 1923 como parte del ókrug del Mar Negro del óblast de Kubán-Mar Negro. Inicialmente pertenecían al raión las siguientes localidades y sus territorios: Anapa, Anápskaya, Blagoveschénskaya, Varvárovka, Vítiazevo, Natujáyevskaya, Pávlovka, Psebeps, Krasno-Medvedovskaya, Sukko y Supsej. El 2 de junio de 1924 pasó a formar parte del óblast del Sudeste. El 16 de noviembre de ese año pasó al krai del Cáucaso Norte, el 10 de enero de 1934 al krai de Azov-Mar Negro y el 13 de septiembre de 1937 al krai de Krasnodar.
El 16 de abril de 1940 parte del territorio del raión pasó al nuevo raión de Varenikovskaya. El 22 de agosto de 1953 este último raión fue reintegrado al raión de Anapa y el raión de Verjnebakanski asimismo le fue anexionado. Entre el 11 de febrero de 1963 y el 30 de diciembre de 1966 el raión de Temriuk fue anulado e integrado en el raión de Anapa. El 12 de enero de 1965 la ciudad de Anapa fue subordinada directamente al krai, aunque se mantuvo como centro del raión. El 1 de enero de 1985, el raión incluía 7 selsoviets: Anapskaya, Vinogradni, Vítiazevo, Gai-Kodzor, Gostagayevskaya, Yurovka y Supsej.
Como resultado de una reforma administrativa en 2006 la ciudad de Anapa y el raión de Anapa se asociaron creando una nueva unidad municipal, ókrug urbano de la Ciudad-balneario de Anapa. El raión de Anapa sigue manteniendo su estructura dentro de la asociación.

## Demografía
| Año  | Población |
| ---- | --------- |
| 1959 | 62 163    |
| 1970 | 56 529    |
| 1979 | 67 963    |
| 1989 | 57 281    |
| 2002 | 70 576    |